# Dones a Tunísia
Des de la revolució de Tunísia de desembre de 2010 i les protestes a l'Orient Mitjà i al nord d'Àfrica (MENA), les dones tunisianes han tingut un paper sense precedents en les protestes. Habib Bourguiba va començar a instituir llibertats laiques per a les dones el 1956, com ara l'accés a l'educació superior, el dret a sol·licitar el divorci i certes oportunitats laborals. Tot i que les dones de Tunísia han gaudit de certes llibertats i drets que sovint es neguen a les dones als països veïns, les normes socials han canviat des del 2011. Tot i que alguns aspectes de la societat són relativament liberals, el règim continua classificant-se com a islàmic. D'altra banda, es van canviar les lleis sobre l'herència per donar a les dones una part d'herència igual a la dels homes, contràriament a la Llei d'herència islàmica.

## Demografia
El 2008, l'Oficina de Referència de la població dels Estats Units d'Amèrica va informar que la població de dones de Tunísia entre els 15 i els 49 anys era de 3.000.000. El 2015 havia 3.100.000 dones de la mateixa franja d’edat al país. L'esperança de vida de les dones, des del naixement, és de 76 anys (els homes de Tunísia tenen una esperança de vida de 72 anys).

## Història
Quan Tunísia encara era una colònia de França, la majoria de les dones tunisianes portaven vel, no tenien educació i complien les tasques domèstiques exigides pels pares i els marits. No obstant això, amb l’aparició del moviment independentista del país, va sorgir una veu per a la igualtat entre homes i dones. De fet, a principis del segle xx, moltes famílies urbanes educaven les seves filles. Quan Tunísia va recuperar la seva independència el 1956, el fundador de la república, Habib Bourguiba (الحبيب بورقيبة), va discutir reiteradament sobre la necessitat d’incloure totes les persones a la societat tunisiana.
El 1956 es va promulgar el Codi de l'estatus personal (مجلة الأحوال الشخصية), un document que ha sofert una forta reforma des dels seus inicis. Aquest document ha abolit la poligàmia i el repudi, ha permès a les dones demanar el divorci, ha promulgat una edat mínima per casar-se i ha ordenat el consentiment dels dos cònjuges abans del matrimoni. A més, les dones van obtenir el dret a vot el 1957, i el 1959 les dones van poder buscar una feina fora de la llar. La Constitució de Tunísia promulga el «principi d'igualtat» que s'ha aplicat favorablement a les dones dins del sistema judicial, cosa que les permet entrar a sectors laborals no tradicionals (per exemple, la medicina amb Habiba Djilani (حبيبة الجيلاني الحرشاني), la primera dona cirurgiana, l'exèrcit i l'enginyeria), així com obrir comptes bancaris i establir negocis. El 1962, les dones van poder accedir al control de la natalitat i el 1965 es va legalitzar l'avortament (8 anys abans que les dones estatunidenques hi tinguessin accés).
El 1993, els esforços de pressió de les feministes i les organitzacions de dones van donar lloc a certes modificacions del Codi de l'estatus personal. Les modificacions establien que una dona no estava obligada a obeir el seu marit, però sí que obligava a «compartir part de la càrrega financera de la família». Tot i alliberant les dones de l’obediència als seus marits, ara se les exigia que contribuïssin igualment a la gestió dels afers familiars. No obstant això, una vaga clàusula del Codi obliga a les dones a «tractar amb els seus marits d'acord amb els costums i la tradició». Aquesta clàusula fa que les dones puguin afirmar la seva independència (i, per tant, la seva capacitat de contribuir a la càrrega financera de la seva família), perquè la tradició i el costum s'utilitzen sovint per reforçar la submissió de la dona. Després que l’Association des femmes tunisiennes pour la recherche et le développement i l'Association tunisienne des femmes démocrates (ATFD) presentessin un document en què demanaven la plena implementació de l’acord, el govern tunisià va ratificar l’acord el 20 de setembre de 1985.
Pel que fa a les reserves mostrades per Tunísia a la signatura de la Convenció sobre l'eliminació de totes les formes de discriminació contra la dona el 1979, mostren que els que tenen el poder encara no han decidit fer el pas de la igualtat. L’acord es va signar el 24 de juliol de 1980, però amb reserves, com la resta de països musulmans, sobre alguns paràgrafs de les seccions 15, 16 i 29 per les seves contradiccions amb les disposicions del Codi de l'estatus personal i l'Alcorà (القرآن).
Amb motiu del 50è aniversari de la implementació del Codi de l'estatus personal, el president Zine El Abidine Ben Ali (زين العابدين بن علي) va anunciar dos projectes de llei que van ser adoptats per la Cambra de Diputats de Tunísia (مجلس النواب) el 8 de maig de 2007. El primer reforça els drets legals d’habitatge de les mares que tenen la custòdia dels fills, i el segon estableix una edat mínima per al matrimoni de 18 anys per a ambdós sexes malgrat que l'edat mitjana real del matrimoni ja superés els 25 anys per a les dones i els 30 anys per als homes.
En qüestions relacionades amb la maternitat, Tunísia és sovint considerada com un país obert als canvis provinents del món modern.
Amb motiu de l’anunci del 8 de març de 2008 que el govern s'adheriria a un protocol addicional de la Convenció sobre l'eliminació de totes les formes de discriminació contra la dona, coincidint amb el Dia Internacional de les Dones, la presidenta de l'Association tunisienne des femmes démocrates (ATFD), Khadija Chérif (خديجة الشريف), va qualificar el procés de «positiu però insuficient» i va dir que continuaria «defensant l'eliminació de les reserves que buidaven el significat de la Convenció».
Tunísia observa diverses festes nacionals dedicades a les dones: el Dia Internacional de les Dones (8 de març), i el 13 d’agost, data d’aniversari de la implementació del Codi de l'estatus personal, que s'ha convertit en un dia festiu anomenat Dia Nacional de la Dona.
Des del setembre del 2017, a les dones musulmanes tunisianes se les permet casar-se amb homes no-musulmans, cosa que deixaria fora l’antic decret que obligava els marits a convertir-se a l’islam per poder completar un matrimoni interconfessional.

### Un desig de modernització o una necessitat política
A Tunísia, la recerca de la política feminista és encara més necessària, ja que és el principal suport a la bona imatge del país a Europa. De fet, tot i que el creixement econòmic no és menyspreable, no es distingeix d'altres països del nord d'Àfrica com el Marroc; a més, la supressió de la llibertat d'expressió i l'oposició política a Tunísia han desllustrat durant molt de temps la reputació del país a l'estranger. L'estatus de la dona continua sent un domini en què Tunísia, mentre sota el govern de Habib Burguiba (الحبيب بورقيبة) com sota el de Ben Ali (زين العابدين بن علي), podia reivindicar la seva singularitat.
Colette Juillard-Beaudan creu que les dones tunisianes, «abandonades per triar una forma de democràcia, prefereixen que sigui secular». I aquest tipus de propaganda va donar els seus fruits a mesura que el país gaudia, durant el règim de Bourguiba, d’una sòlida reputació de secular nacional i civil en una regió que més sovint consisteix en dictadures militars o monarquies relacionades amb la religió, ja que el Codi de l'estatus personal es va declarar de manera autoritària, ja que no es va debatre públicament ni a l'Assemblea Constituent tunisiana.

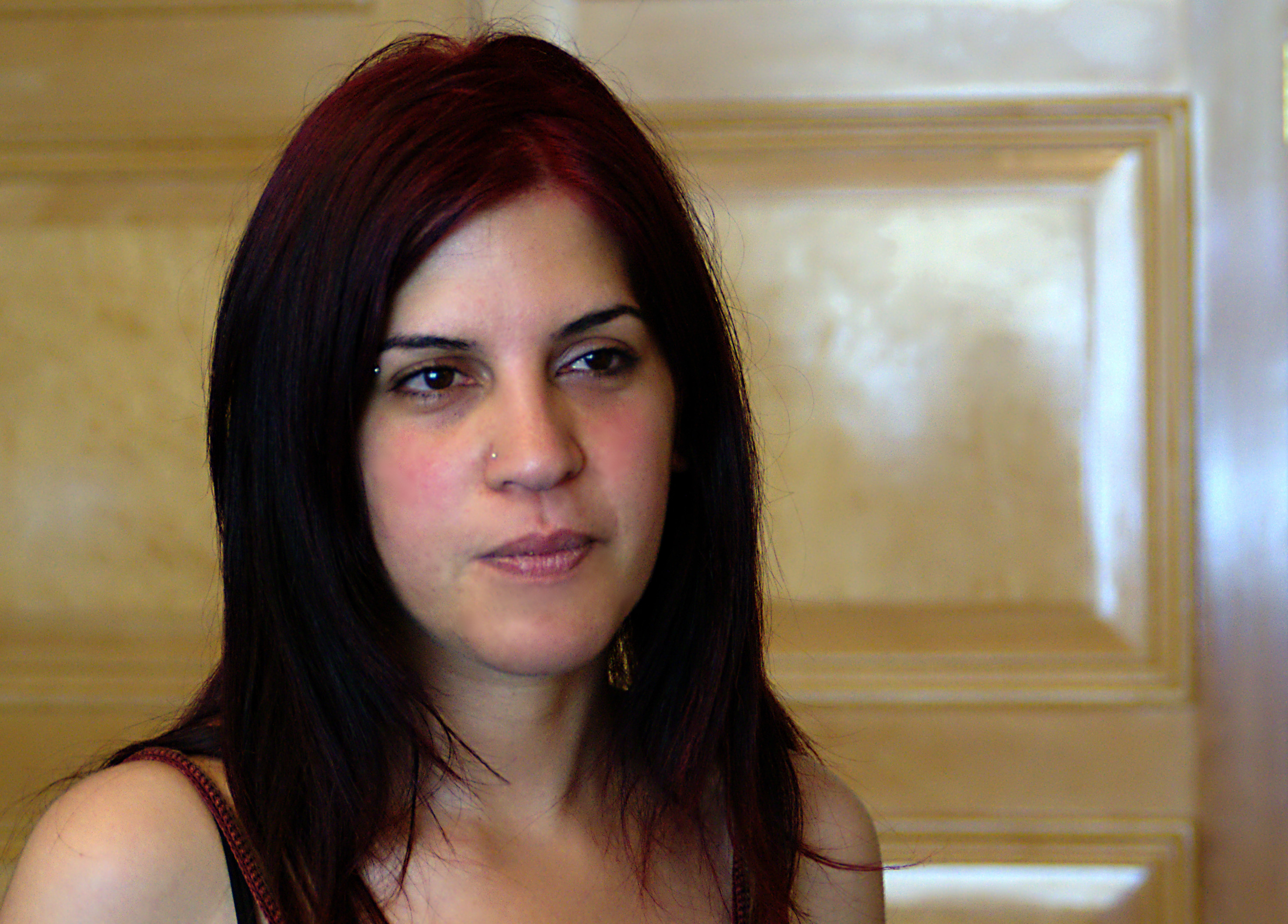
Lina Ben Mhenni, activista, professora de lingüística i bloguera (1983-2020). Als 27 anys va denunciar les violacions dels drets humans a Tunísia per part del règim de Ben Ali a través del seu blog
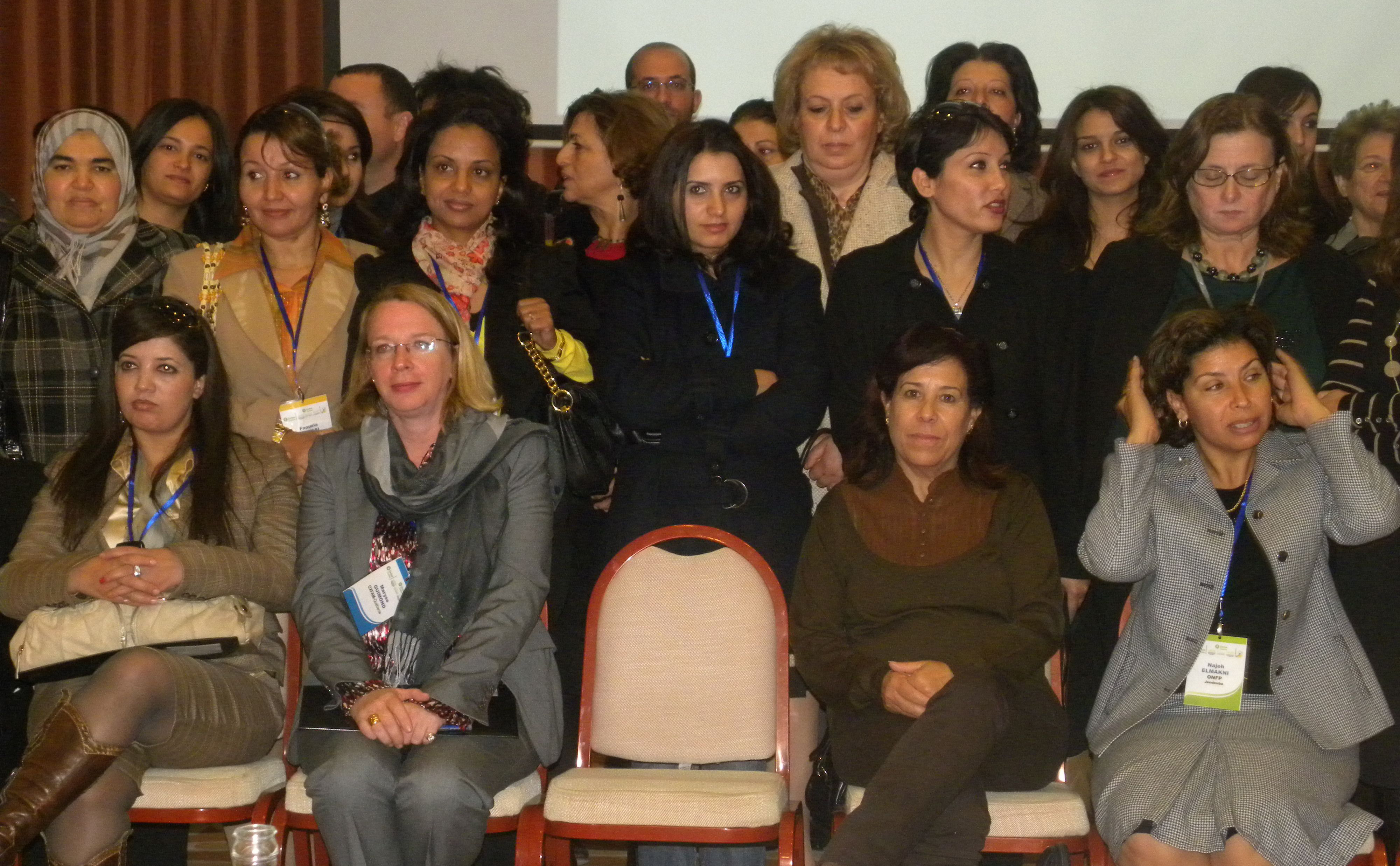
Representants de les organitzacions no governamentals tunisianes que actuen per a fomentar les empreses dirigides per dones
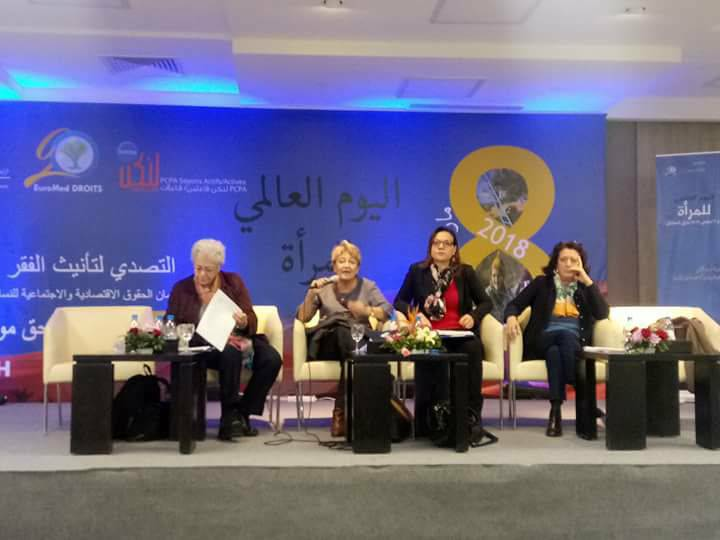
Hafidha Chekir, Sana Ben Achour, Ansar Mnawer i Khedija Cherif, en Golden Tulip El Mechtel, 9 de març de 2018

El 9 de febrer de 1994, el Senat de França va organitzar un Dia de les Dones Tunisianes sota el lema «Une modernité assumée, la Tunisie» (Una modernitat assumida, Tunísia). Poc després d'un debat organitzat el juny de 1997 al Parlament Europeu sobre la situació dels drets humans a Tunísia, els tunisians van anar a Estrasburg per a donar a Europa una altra imatge del seu país.
A la premsa francesa van seguir una sèrie d'articles elogiosos sobre la condició de les dones a Tunísia. L'octubre de 1997, durant la visita oficial de Ben Ali a França, els defensors del règim tunisià també van citar l'estatus de les dones, tot ignorant les crítiques de les organitzacions que defensaven els drets humans:
| « | El règim tunisià és feminista per necessitat política i per emmascarar el dèficit democràtic que sembla feliç atrinxerat, o per la seva convicció modernitzadora? | » |

L’agost de 1994, durant una conferència dedicada a les dones i la família, l'Associació tunisienne des femmes démocrates (ATFD) va denunciar l’ambigüitat de les forces al poder i l’ús de la religió per a controlar l'estatus de les dones al país, criticant sobretot «l'opressió patriarcal que pateixen les dones». A més, les dones que van intentar rebel·lar-se contra el discurs oficial van ser ràpidament cridades a l'ordre, sobretot a través de la censura d'una premsa tunisiana rigorosament controlada per les autoritats. La presidenta de l'ATFD, l'advocada Sana Ben Achour (سناء بن عاشور), va explicar el març del 2010 que la seva organització vivia en una «situació de sufocació i estrangulació que significa una ruptura de qualsevol possibilitat de diàleg amb els poders públics». Va denunciar, entre altres coses, la «inclusió policial» en la seu de l'ATFD i en la seva universitat femenina, i el fet que es va impedir a l'associació la realització d'una producció teatral que se suposava que commemoraria el Dia Internacional de les Dones del 8 de març.
En aquest context, la cineasta Moufida Tlatli (مفيدة التلاتلي), que es va fer famosa amb la seva pel·lícula Els silencis del Palau (صمت القصور ; 1994), va ser molt criticada a la revista tunisiana Réalités per haver mostrat el seu escepticisme envers el suposat feminisme de l’islam durant un programa de televisió emès a França a l’octubre.
| «                               | Quan jo era petita, explica Moufida Tlatli, a les dones tunisianes se les deia «la colonització dels colonitzats». Va ser en pensar en la meva mare (a qui està dedicat "Els silencis del palau") i els tabús que van prevaler al llarg de la seva vida que vaig escriure el guió (...) es va entendre: darrere d'aquesta denúncia de les vides dels seus avantpassats, Moufida Tlatli, de fet, parla del present. I el que qüestiona això és el silenci que, encara avui, ofega les dones tunisianes. | » |
| — Bernard Génin, Télérama, 1995 | |   |

El 13 d'agost de 2003, en el 47è aniversari de la promulgació del CSP, la Ligue tunisienne des droits de l'homme (Lliga tunisiana de drets humans) va declarar:
| « | Creiem que la igualtat total entre homes i dones continua sent una reivindicació fonamental. | » |

## Vestimenta
Abans de la revolució del 2011, Tunísia restringia el dret de les dones a portar el hijab (حجاب). Tot i que el 98% de la població de Tunísia és musulmana i les dones del món musulmà solen portar hijabs, els governs de Ben Ali i Habib Bourguiba van perseguir l'erradicació de les tradicions islàmiques públiques, inclòs el hijab. El 1981 Habib Bourguiba va ratificar la Llei 108 que prohibeix de manera efectiva que les dones tunisianes portin hijab a les oficines estatals. El 1985 va anar més enllà i va ratificar la Llei 108 que ampliava aquesta prohibició als establiments educatius.
Durant el règim de Ben Ali, el govern va començar a reprimir les dones que portaven hijab. El 2008, Amnistia Internacional va informar que les dones es veien obligades a treure's el seu hijab abans de ser autoritzades a entrar a les escoles, universitats, llocs de treball i fins i tot algunes es van veure obligades a treure's el hijab al carrer. L’informe va més enllà afirmant que a les dones amb hijab se les va denegar l'entrada a la Fira Internacional del Llibre de Tunis i, de vegades, van ser traslladades a comissaries i les feien signar un compromís per escrit que deixarien de portar el hijab. «Algunes de les que es van negar van ser agredides per agents de policia».

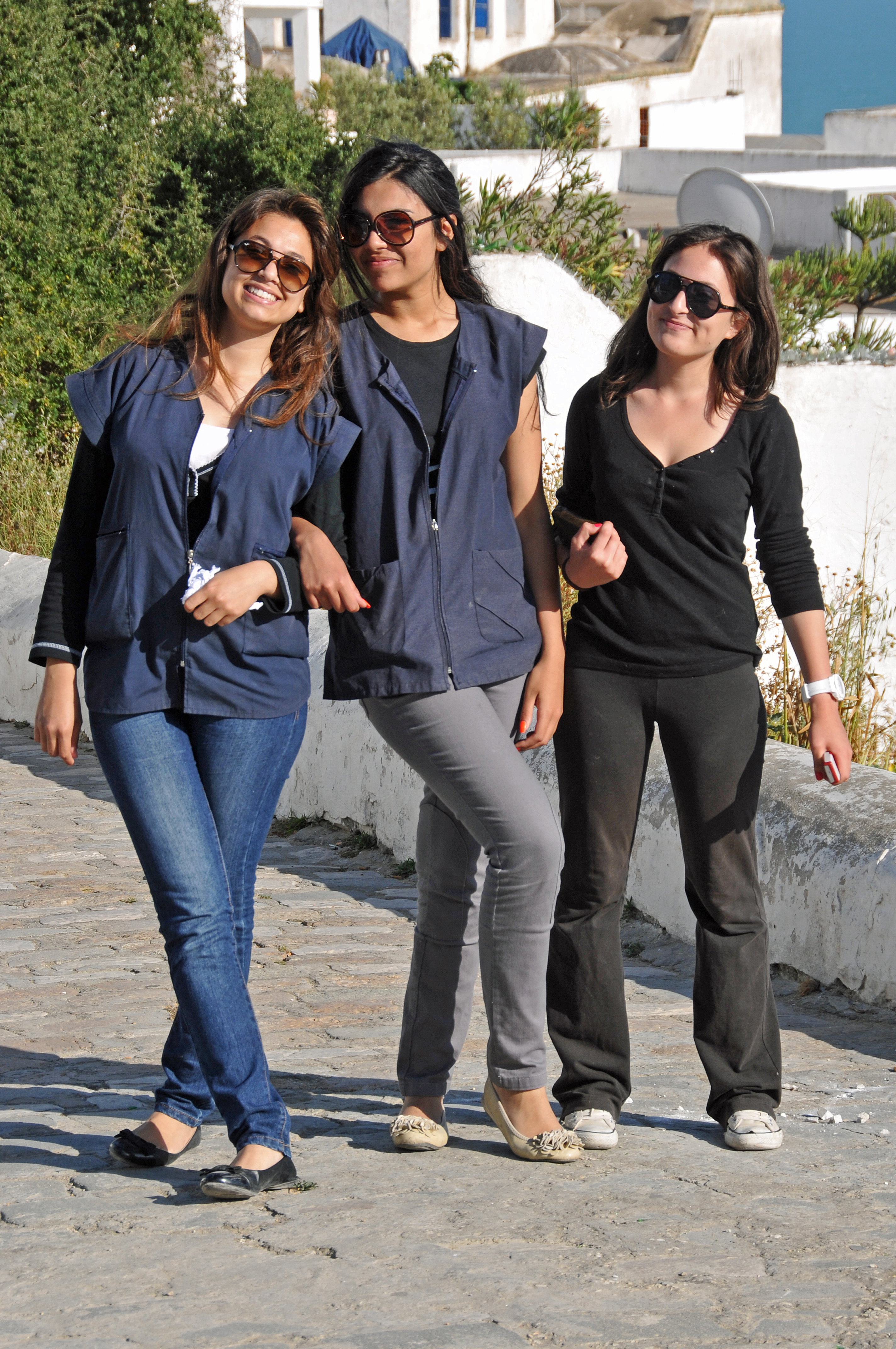
Dones tunisianes vestides a l'estil occidental
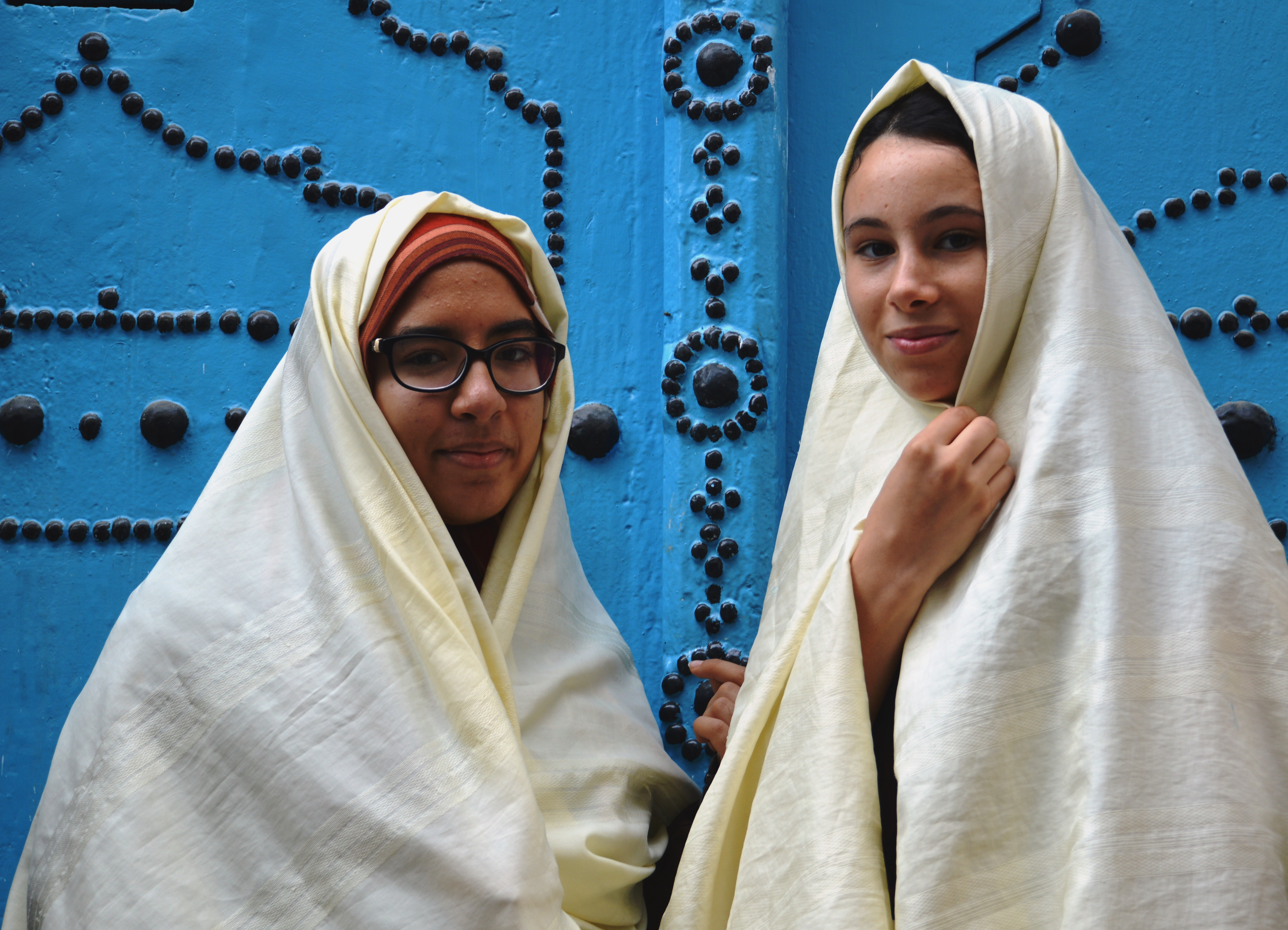
Dues dones amb safseri (سفساري)
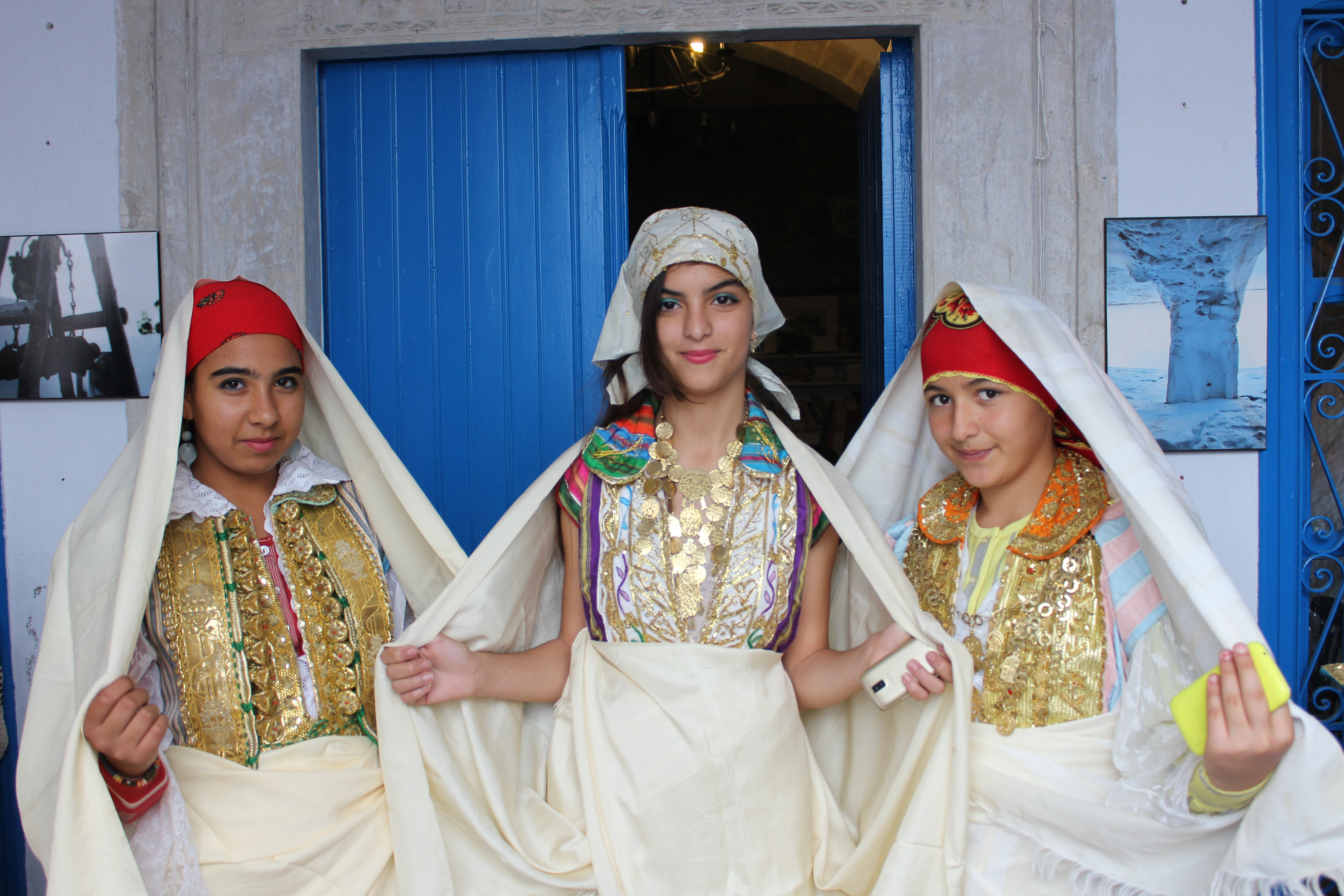
Dones amb roba tradicional
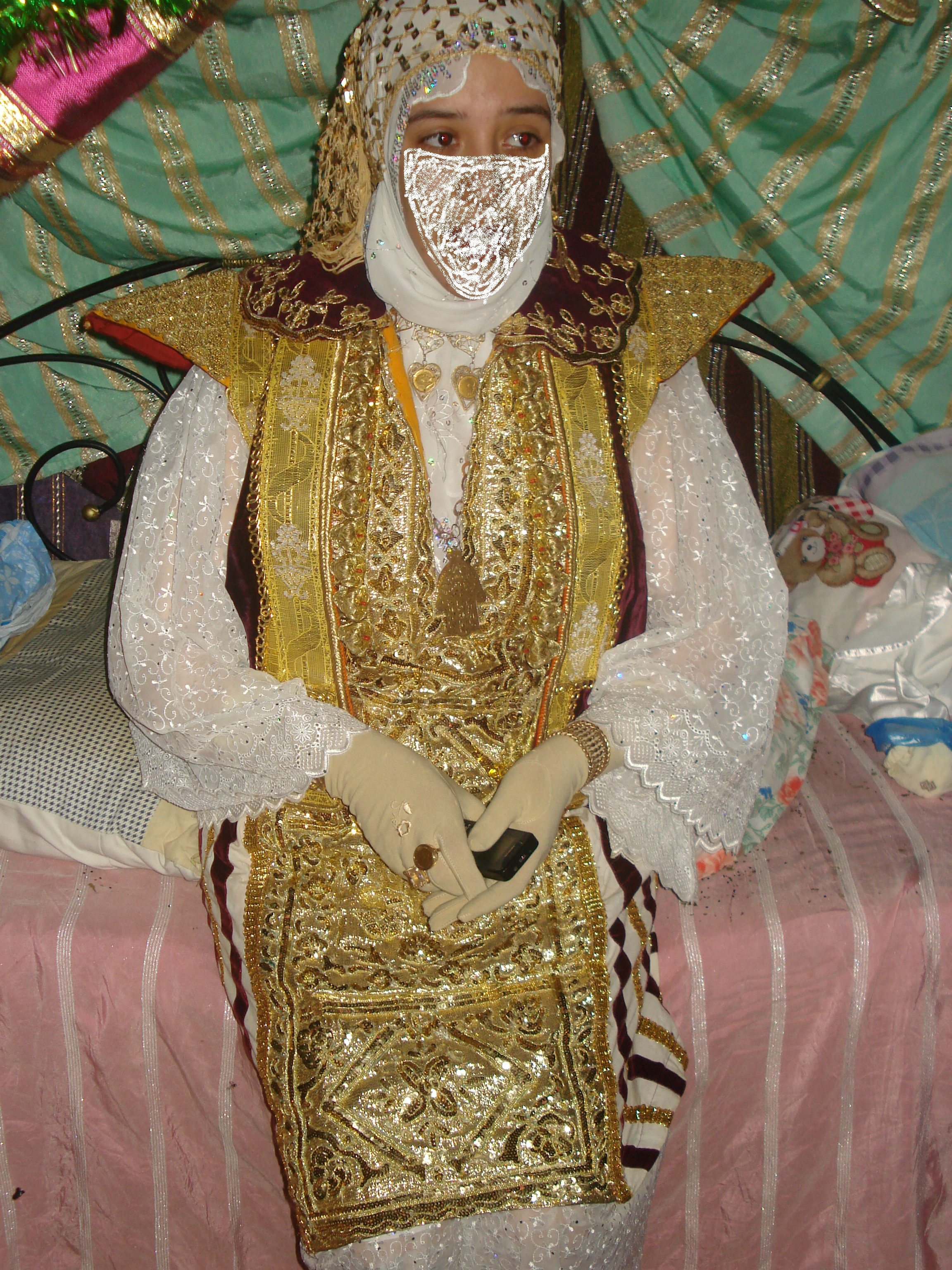
Tunisiana amb un vestit de núvia

Tot i que els recents canvis sota el nou govern del Partit del Renaixement (حركة النهضة) han aixecat les restriccions a l’ús del hijab, un canvi més ampli dels valors socials cap al conservadorisme musulmà ha provocat que les dones se sentin més restringides de moltes maneres. Algunes dones es queixen que ja no poden portar faldilles a causa de l'assetjament per part dels homes. A més, afirmen que els hijabs s'han convertit en un requisit social en lloc d'una opció.

## Educació
Tot i que aquests fets semblen posar les dones a Tunísia a l’igual que les dones occidentals, només el 30% de les dones estan ocupades. La participació mínima de les dones a la força de treball no deriva de la manca d'educació. De fet, el 91% de les dones tunisianes, entre els 15 i els 24 anys, tenen estudis. Les dones joves representen el 59,5% dels estudiants matriculats a estudis superiors a Tunísia.
A més, el nivell d'analfabetisme de les nenes i dones de deu anys o més va caure del 96% el 1956 al 58,1% el 1984, i del 42,3% el 1994 i al 31% el 2004 (el nivell entre homes era del 14,8% el 2004). El principal motiu d’aquest canvi ha estat el nombre de noies matriculades a l'educació primària (52 noies estudiants per cada 100 nens estudiants el 1965), així com el nombre d’alumnes inscrits a les escoles secundàries (83 noies estudiants per cada 100 nens estudiants el 1989), un augment respecte al nivell de 37 del 1965. En comparació amb l'estadística regional, només el 65% de les dones del MENA tenen estudis. Hi ha més dones inscrites a l'escola secundària (81%) que els seus homòlegs (75%). Tot i que les noies tunisianes tenen un elevat índex de matriculació, moltes noies abandonen l'educació primària o després d’aquest. Les taxes de matriculació per a nenes a Tunísia són més altes que les veïnes dels voltants, incloses Algèria, Egipte, el Marroc, Síria, el Iemen i fins i tot el Líban i Jordània. Les dones a Tunísia també són menys propenses que els homes a iniciar una carrera en negocis, economia o enginyeria. Aquest fenomen pot ser degut a la desconnexió entre els continguts apresos a l'escola i les habilitats necessàries per participar en la força de treball.

## La participació de les dones en la força de treball

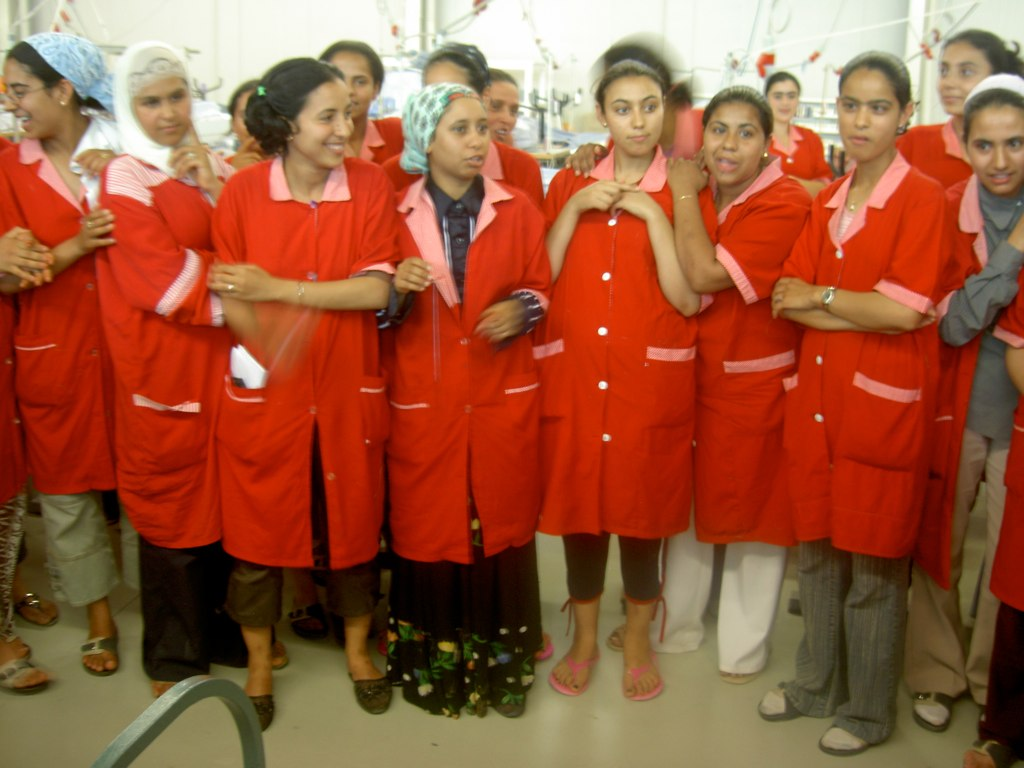
Treballadores de la fàbrica TexTunis de Soliman, Tunísia

Les dones constitueixen el 26,6% de la força de treball de Tunísia el 2004, un augment del 20,9% el 1989 i només el 5,5% el 1966.
La participació i la mobilitat femenina en la força de treball es veuen restringides pel comportament socialment acceptable de les dones a Tunísia i fins i tot per les lleis. Per exemple, els membres de la família desanimen o prohibeixen a les dones viatjar lluny de casa (tant en entorns rurals com urbans). De fet, viatjar sola no és una opció per a una dona o una nena. Per tant, atès que un treball implica desplaçar-se, sovint sola, a la ubicació del lloc de treball, per a les dones això és socialment inacceptable i / o prohibit. Algunes lleis tunisianes restringeixen el tipus de treball en què participen les dones, el nombre d’hores que treballen i exigeixen que el marit o el pare d’una dona aprovi el seu lloc de treball i les hores treballades. El Banc Mundial va trobar que les dones de Tunísia i la regió circumdant (MENA) no utilitzen els mateixos mètodes de recerca de feina que els homes de la mateixa regió. És molt menys probable que les dones utilitzin xarxes amb un amic o es posin en contacte directament amb un empresari per a obtenir feina. La investigació del Banc Mundial va trobar que les dones lluiten per trobar un entorn laboral adequat perquè temen l'assetjament sexual i treballar moltes hores. Dins de la regió MENA, el govern tunisià ofereix el menor període per a la baixa maternal per a les dones (30 dies). Les lleis sobre permisos de maternitat separades s'apliquen a les dones que treballen a la indústria pública o privada. Les dones que treballen com a funcionàries o empleades públics tenen 60 dies de baixa de maternitat, mentre que les dones que treballen a la indústria privada només reben 30 dies. En comparació, la Family and Medical Leave Act, als Estats Units d'Amèrica, permet que les mares (i els pares) puguin gaudir fins a 6 setmanes de permís.
Las dones tunisianes treballen en totes les àrees de negoci (així com a l'exèrcit, l'aviació civil o militar, i cossos policials), i representen el 72% dels farmacèutics, el 42% de la professió mèdica, el 27% dels jutges, el 31% dels advocats i el 40% dels instructors universitaris. A més, entre 10.000 i 15.000 són emprenedores. Tanmateix, l'atur afecta més les dones que els homes, ja que el 16,7% de les dones treballava en ocupació privada el 2004 (la taxa dels homes era del 12,9%).
Del 1999 al 2004, la creació d'ocupació per a dones va créixer a un ritme del 3,21%, fins a produir una mitjana de 19.800 llocs de treball a l'any.

## Després del gener del 2011
Immediatament abans de la revolució tunisiana del 2011, les dones representaven el 14,89% del govern, el 27,57% (59 de 214) dels membres elegits de la Cambra de diputats elegits el 25 d’octubre de 2009, el 27,06% dels consellers municipals i el 18% dels membres del Consell Econòmic i Social.
A més, en absència d’una llei d’igualtat (després de la revolució tunisiana del 2011), el principi de paritat es va adoptar a l’abril del 2011 per a l'elecció de l’Assemblea Constituent de Tunísia del 2011.
El 2017 es va aprovar una llei que, entre altres coses, declarava que els homes que tenien relacions sexuals amb noies menors d'edat no podrien evitar ser processats casant-se amb aquestes noies, va canviar l'edat de consentiment de 13 a 16 anys, va criminalitzar la violació conjugal i l'assetjament sexual, i va sancionar la discriminació salarial i laboral de les dones amb una multa de 2.000 dinars tunisians (817 euros).
Actualment, moltes feministes tunisianes estan preocupades perquè els drets que gaudien abans de la revolució poguessin desaparèixer a mesura que el buit de poder s'infiltra amb ex-patits religiosament zelosos que tornen al país. A dones com Munjiyah al-Sawaihi i Fawzia Zouari (فوزية الزواري), conegudes feministes tunisianes, les preocupa que la revolució tunisiana segueixi els exemples passats d'Algèria i l'Iran, on les dones que van exercir papers actius durant el període revolucionari, però, van perdre la veu i la capacitat de participar en l'esfera pública quan els nous règims van establir la llei estricta de la xaria.

## El Partit del Renaixement i les dones

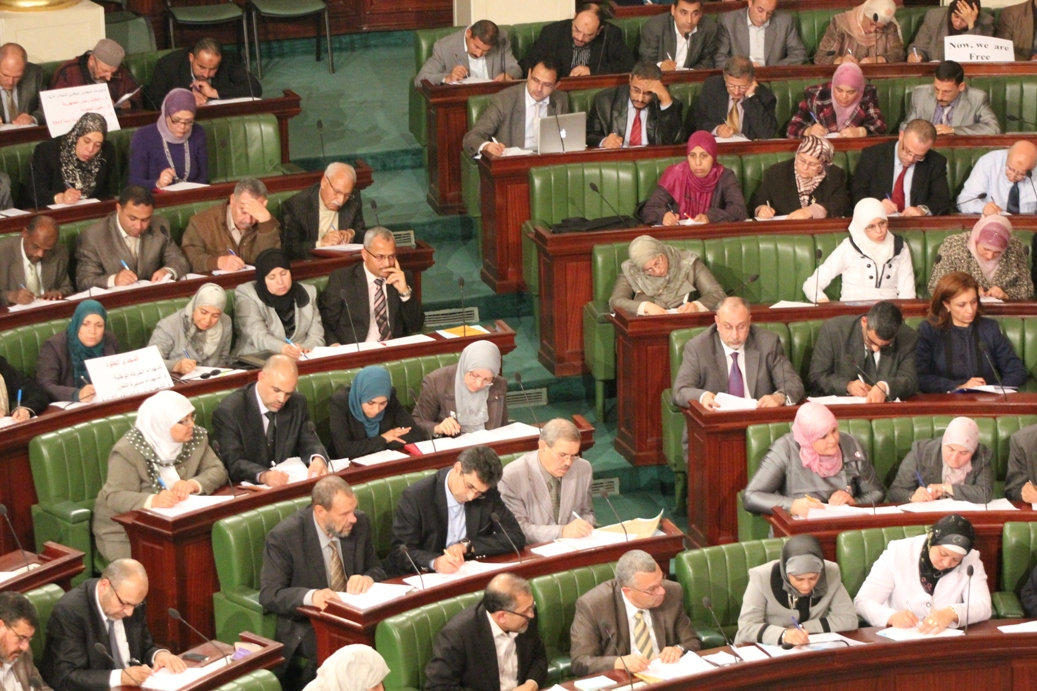
Membres del Partit del Renaixement a l'Assemblea Constituent

El Partit de Renaixement (o Moviment Ennahda; حركة النهضة) és el partit islàmic més popular de Tunísia i el partit amb el major nombre d'escons a l'Assemblea Constituent. No obstant això, a causa del seu fonament en el pensament islàmic, el partit ha guanyat el major nombre de crítics a nivell nacional i internacional, i específicament sobre els drets de les dones. Des de la revolució de 2011, el partit va declarar el següent pel que fa a les dones tunisianes i què passaria si fossin elegits:
- El partit no legalitzaria la poligàmia. De fet, el líder del partit va afirmar que «s'ha determinat que la poligàmia és il·legal» en (la seva interpretació) de la llei xaria.
- El hijab esdevindrà legal en tots els àmbits de la vida a Tunísia i serà una elecció personal.
- Les dones conservaran el seu dret a portar el que vulguin, «inclosos els biquinis».[34]
- No modificaran el Codi de l'estatus personal.[35]

A més, el partit va votar a favor de la plena igualtat de gènere a les eleccions d’octubre, i van ser els més efectius de tots els partits en la mobilització de dones a les zones rurals. En les zones rurals, habitualment les dones són dominades pels homes al món àrab.

## Violència contra les dones
Si la violació i la violència sexual són tabús a Tunísia, diversos estudis tendeixen a demostrar que és un fenomen important, lligat especialment al clima d’inseguretat que existeix al país des de la revolució de 2011 i a la representació de les dones per part d’homes, alguns d’ells criticant l'emancipació de les dones, sobretot fora de les ciutats, justificant la seva violència com a «reacció» a aquesta modernitat. El gener de 2019, les estadístiques revelades per l’hospital Charles-Nicolle i confirmades pel Ministeri de Justícia mostren 800 casos de violació declarats a l’any (és a dir, dos al dia), el 65% de les víctimes eren menors d'edat, dels quals el 80% eren noies. Com que la majoria de les víctimes prefereixen no presentar una denúncia, aquest nombre podria ser molt superior. A més, les dones víctimes de violència presenten una mitjana de 3.000 denúncies al mes, malgrat que algunes es solen retirar sota pressió.

## La llei decasar-se amb el seu violador
Fins al 2017, l’article 227 del Codi penal de Tunísia proporcionava a un violador una exempció per a evitar totes les investigacions o conseqüències legals si es casava amb la seva víctima. Les lleis d’aquest tipus s'han anomenat «lleis de casar-se amb el seu violador». Hi ha hagut una tendència creixent cap a la derogació de les lleis que proporcionen aquesta impunitat, i Tunísia ho va fer el juliol del 2017.

### Antecedents
Les lleis d’aquest tipus són històricament comunes i encara existeixen a molts països del món. Tunísia és una nació que atorga una gran importància cultural a la castedat de les dones. En aquestes cultures, la pèrdua de castedat té conseqüències socials significatives per a la dona i la seva família; independentment de si aquesta infracció no hagi estat consentida. El 90% de les dones tunisianes d’entre 15 i 59 anys consideraven que ser verge era una «regla social a mantenir».
Per tant, la justificació de les lleis contra els violadors, com ara l'article 227, té les seves arrels en protegir la víctima de la «vergonya cultural» de la violació. El matrimoni és una manera d’escapar de l'escàndol que patiria la família. Salma Nims, la secretària general de la Comissió Nacional per a les Dones de Jordània, va explicar aquest estat de coses dient: «Una dona que és víctima d'una agressió sexual es considera realment responsable de l'honor de la família i pot haver de casar-se amb qui la va agredir per protegir el honor». Els defensors creuen que l'article 227 protegia les dones ja que, a Tunísia, les perspectives de matrimoni disminueixen considerablement en cas de violació. Així, l'article 227 tenia com a objectiu proporcionar a les víctimes l'oportunitat d'un marit malgrat el tabú cultural d'una pèrdua de virginitat.
El govern tunisià va reconèixer que l'article 227 tenia la premissa de trobar un equilibri entre els drets de la dona i els de la família. Es va explicar que la llei estava motivada per la consideració de la posició de la víctima i la seva família, per molt avantatjosa que sigui per al violador. A més, hi ha l'opinió d'un rebuig a la interferència legal en els assumptes privats acordada entre el violador, la víctima i la seva família si es resol el matrimoni. Segons l’article 227, una víctima encara ha de consentir el matrimoni, amb l’opció de rebutjar el matrimoni.
Les «lleis de casar-se amb el seu violador» han iniciat el debat sobre la idoneïtat d’aquestes lleis en el context cultural d’un país com Tunísia. Els opositors a l'article 227 a Tunísia critiquen la «segona violació contra els drets de les supervivents d'una violació» que recolza la llei atrapant la víctima en un matrimoni amb el seu violador. S'ha plantejat la qüestió de l'article 227, ja que se suposa que el millor recurs per a una víctima de violació és el matrimoni, sense tenir en compte els seus propis drets a la llibertat, la dignitat i l'autonomia. L'article 227 també s'ha condemnat per proporcionar immunitat als violadors, fomentant que els violadors acaben convivint amb la família de la víctima en lloc de ser denunciats pel delicte per a ser processats. Tot i que la víctima té l'opció de rebutjar el matrimoni, pot haver-hi una pressió important per part de la seva família perquè accepti el matrimoni per motius provisionals, especialment en el cas de la violació que produeixi un embaràs. Freqüentment, la culpa se centra en les accions de la víctima per provocar la violació, creant així un sentit de responsabilitat per la deshonra cultural provocada a la família. Les víctimes solen ser culpades i avergonyides quan denuncien una violació en lloc d’ocultar-la per a conservar l’honor de la família de la víctima.

### Les campanyes
L’oposició a l’article 227 s'ha manifestat mitjançant campanyes de defensa més àmplies que pressionen l’acció governamental per acabar amb la violència contra les dones a Tunísia.
El 13 de desembre de 2016, per autoritat de l'article 227, un tribunal tunisià va ordenar que una nena de 13 anys es casés amb el seu violador de 20 anys que l'havia deixat embarassada. Un company del jutge del cas va fer comentaris sobre la sentència, i va considerar que l’article 227 era una llei antiquada, però que s'havia d’aplicar. Aquesta decisió va encendre les protestes d'indignació pública a Tunísia que demanaven la revocació de l'article 227. L'endemà de la sentència del Tribunal, polítics, experts jurídics i membres del públic van participar en una manifestació de protesta davant l'edifici del Parlament tunisià. En resposta a aquesta manifestació política, el ministre de Justícia tunisià, Ghazi Al-Jeribi, va anunciar que el fiscal general presentaria una objecció a la decisió del Tribunal, ja que Tunísia estava en procés de desenvolupar canvis a l'article 227.
Les organitzacions tunisianes de drets humans van protestar per la decisió sobre la base que infringia els tractats internacionals de drets humans, així com les lleis tunisianes que protegien els drets dels nens. Amnistia Internacional va manifestar la seva preocupació pel fet que la llei contravingui les obligacions de Tunísia en virtut de la Convenció sobre els drets de l'infant de proporcionar una protecció particular als nens contra la coacció i la violència sexual. El matrimoni de la víctima de 13 anys amb el seu violador de 20 anys també va ser condemnat per incomplir les obligacions internacionals de Tunísia d’impedir el matrimoni d’un fill en virtut de l’article 16.2 del Convenció sobre l'eliminació de totes les formes de discriminació contra la dona i l'article 23.2 del Pacte Internacional de Drets Civils i Polítics.
Les campanyes tunisianes de revocació van rebre el suport de l'acció col·lectiva d'organitzacions feministes regionals, com l'Associació Tunisiana de Dones Democràtiques, que col·laboren amb ONG activistes com la Federació Internacional de Drets Humans. El ministeri tunecí de la Dona, la Família i la Infància també va demanar que s'anul·lés l’ordre com a violació de l’article 20 del Codi de protecció de la infància destinat a salvaguardar els interessos d’un menor.
La reforma després del clam públic per a la seva revocació s'ha vist a tot el món, amb Tunísia que s'uneix a països com el Líban, Costa Rica, l'Uruguai, el Perú, Romania i França que també van derogar les «lleis de casar-se amb el seu violador». No obstant això, països com Algèria, l'Iraq, Kuwait, Bahrain, Palestina i Síria van seguir conservant les disposicions que ofereixen la impunitat als violadors per a no ser processats per la violació.

### La reforma legislativa
El 26 de juliol de 2017, el Parlament de Tunísia va acceptar una àmplia nova legislació destinada a protegir les dones contra totes les formes de violència. La legislació consta de 43 articles en cinc capítols sobre la violència masclista. Aquesta llei elimina la impunitat prevista per als autors derogant l’article 227 del Codi Penal de Tunísia, que va entrar en vigor el 2018. En la línia dels arguments dels manifestants contra l’article 227, el Parlament va reconèixer en aquesta reforma legislativa que la violència psicològica constitueix una forma de violència contra les dones. L'Alt Comissariay de les Nacions Unides per als Drets Humans, Zeid Ra’ad Al Hussein (زيد ابن رعد الحسین), va donar suport a la introducció de la nova llei, fins i tot afirmant que «no hi ha lloc al món actual per a lleis tan horribles».
El Comitè per a l’Eliminació de la Discriminació contra les Dones ha apel·lat al Parlament tunisià perquè modifiqui l’article 227 des del 2010, expressant la seva preocupació per la impunitat que s'ofereix als autors per permetre’ls beneficiar-se de la seva pròpia violència. La llei es va elaborar acuradament durant sis mesos a causa de la importància social d’aquest canvi que han defensat els activistes durant dècades. El Parlament tunisià és únic, ja que més del 30% dels representants són dones, la representació femenina més alta de qualsevol país àrab. En aprovar-se la reforma legislativa, els parlamentaris van irrompre en aclamacions i cants de l'himne nacional de Tunísia. La llei integral s'ha anunciat com a revolucionària, i es preveu que obrirà un terreny significatiu en la resolució de problemes de drets de les dones a Tunísia.
No obstant això, els comentaristes de la nova reforma encara han expressat la seva preocupació perquè la legislació no vagi prou lluny per abordar la violència contra les dones. S'ha plantejat la qüestió de la continuïtat de la pràctica social de casar una víctima amb el seu violador malgrat l'abolició legal de la impunitat dels autors. A causa de l'estigma cultural de la violació a Tunísia, les famílies encara poden considerar un acord matrimonial com a favorable, una solució més privada. Els experts consideren que l'abolició legal de les lleis contra els violadors només és el primer pas per erradicar realment l'aparició d'aquesta pràctica. S'ha dit que cal una consciència social sobre la igualtat de les dones a nivell comunitari juntament amb la reforma legal. Amnistia Internacional va expressar la seva preocupació pel fet que les institucions tunisianes encara no disposessin de serveis adequats per proporcionar protecció a les nenes víctimes amb la pràctica social continuada de casar la víctima amb el seu violador. Com que una nena es considera legalment un adult un cop casada, no hi ha capacitat per a un delegat de protecció infantil per intercedir per defensar l'atenció mèdica o psicològica continuada de la nena. No obstant això, com que també hi ha estigma relacionat amb el tractament psicològic, les famílies de la víctima poques vegades faran aquesta disposició per a la seva filla. Per tant, alguns comentaristes sobre l'abolició de les lleis contra els violadors a Tunísia consideren que cal una millora conjuntiva dels serveis de protecció per a les nens víctimes de violència sexual, a més de la derogació de l'article 227.

## Tunisianes destacades

### Activistes
- Ahlem Belhadj
- Amina Tyler
- Amira Yahyaoui
- Aya Chebbi
- Basma Khalfaoui
- Dalenda Larguèche
- Emna Mizouni
- Gladys Adda
- Hayfa Sdiri
- Lina Ben Mhenni
- Radhia Nasraoui
- Sana Ben Achour
- Souhayr Belhassen
- Tewhida Ben Sheikh
- Zakia Dhifaoui

### Actrius
- Aïcha Ben Ahmed
- Amina Annabi
- Anissa Daoud
- Doria Achour
- Dorra Zarrouk
- Fatima Ben Saïdane
- Hend Sabry
- Kenza Fourati
- Maram Ben Aziza
- Mariem Ben Chaabane
- Mouna Noureddine
- Najla Ben Abdallah
- Nidhal Guiga
- Rim El Benna
- Rim Riahi
- Samira Magroun
- Souhir Ben Amara
- Wajiha Jendoubi
- Zahraa Ben Mime

### Advocades
- Basma Khalfaoui
- Bochra Belhaj Hmida
- Latifa Habachi
- Radhia Nasraoui

### Artistes
- Aïcha Snoussi
- Danièle Aron-Rosa
- Leïla Menchari
- Nadia Kaabi-Linke
- Nadia Khiari
- Sabiha Al Khemir
- Safia Farhat

### Cantants
- Amina Annabi
- Chafia Rochdi
- Chahrazed Helal
- Chantal Curtis
- Choubeila Rached
- Dorsaf Hamdani
- Emel Mathlouthi
- Fethia Khaïri
- Ghalia Benali
- Habiba Msika
- Leïla Sfez
- Safia Chamia
- Shayma Helali
- Sonia M'barek

### Directores de cinema
- Doria Achour
- Hind Meddeb
- Hinde Boujemaa
- Kaouther Ben Hania
- Leyla Bouzid
- Moufida Tlatli
- Nada Mezni Hafaiedh
- Nadia El Fani
- Néjia Ben Mabrouk
- Nidhal Guiga
- Raja Amari
- Selma Baccar

### Empresàries
- Asma Mansour
- Emna Mizouni
- Hayfa Sdiri
- Leila Ben-Gacem
- Sarah Toumi
- Selma Elloumi Rekik

### Escriptores
- Fadela Echebbi
- Faouzia Aloui
- Faten Fazaâ
- Gisèle Halimi
- Hélé Béji
- Hind Azouz
- Ines Abassi
- Lina Ben Mhenni
- Messaouda Boubaker
- Néjia Ben Mabrouk
- Nidhal Guiga
- Sabiha Al Khemir
- Sihem Bensedrine
- Sophie Bessis
- Sophie el Goulli
- Souhayr Belhassen

### Esportistes
- Afrah Gomdi
- Amira Ben Amor
- Awatef Ben Hassine
- Beya Bouabdallah
- Chahnez M'barki
- Chiraz Bechri
- Enna Ben Abidi
- Faten Ghattas
- Ghofran Khelifi
- Hana Mareghni
- Hania Aidi
- Hela Ayari
- Houda Ben Daya
- Ikram Kerwat
- Maroua Mathlouthi
- Maroua Rahali
- Myriam Mizouni
- Najah Chouaya
- Neda Bahi
- Nesria Jelassi
- Nihel Bouchoucha
- Nihel Cheikh Rouhou
- Nour Abbès
- Nour Dissem
- Ons Jabeur
- Rahma Mastouri
- Raoudha Chaari
- Rim Jouini
- Saida Dhahri
- Sarra Lajnef
- Selima Sfar
- Yousra Ben Jemaa

### Metgesses
- Ahlem Belhadj
- Danièle Aron-Rosa
- Habiba Djilani
- Habiba Zehi Ben Romdhane
- Tewhida Ben Sheikh

### Models
- Afef Jnifen
- Hanaa Ben Abdesslem
- Kenza Fourati
- Maram Ben Aziza
- Najla Ben Abdallah
- Rym Breidy
- Sonia Ben Ammar
- Zahraa Ben Mime

### Periodistes
- Amel Moussa
- Boutheina Jabnoun Marai
- Fawzia Zouari
- Naziha Réjiba
- Sihem Bensedrine
- Souhayr Belhassen
- Zakia Dhifaoui

### Poetes
- Amel Moussa
- Fadela Echebbi
- Faouzia Aloui
- Lamia Makaddam
- Sophie el Goulli

### Polítiques
- Bochra Belhaj Hmida
- Halima Kanni
- Jawhara Tiss
- Karima Souid
- Latifa Habachi
- Mabrouka Mbarek
- Maya Jribi
- Naïma Ben Ali
- Saida Agrebi
- Samia Abbou
- Sana Mersni
- Sonia Toumia
- Souad Abderrahim
- Souhayr Belhassen
- Wafa Makhlouf
- Najla Bouden Romdhane

### Varis
- Akissa Bahri (enginyera)
- Emna Belhadj Yahia (filòsofa)
- Faouzia Charfi (física)
- Lamia Chafei Seghaier (enginyera)
- Magda Ericson (física)
- Rachida Triki (filòsofa)
- Soumaya Mestiri (filòsofa)
- Zohra ben Lakhdar (química)

## Filmografia
- Tunisie. Histoire de femmes, film de Feriel Ben Mahmoud, Alif Productions, Paris, 2005 (francès)